# 杂剧

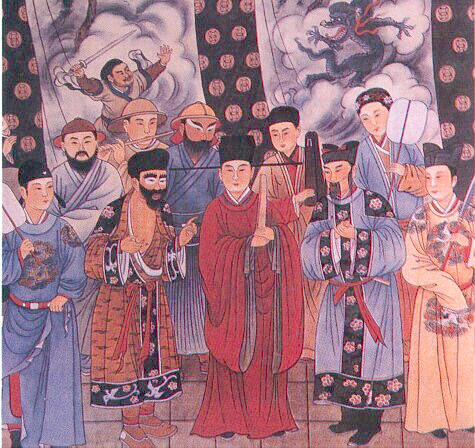
山西廣勝寺1324年壁畫，呈現散樂的情形。

雜劇是中國戲曲體製的一種，盛行於元代。

## 前身

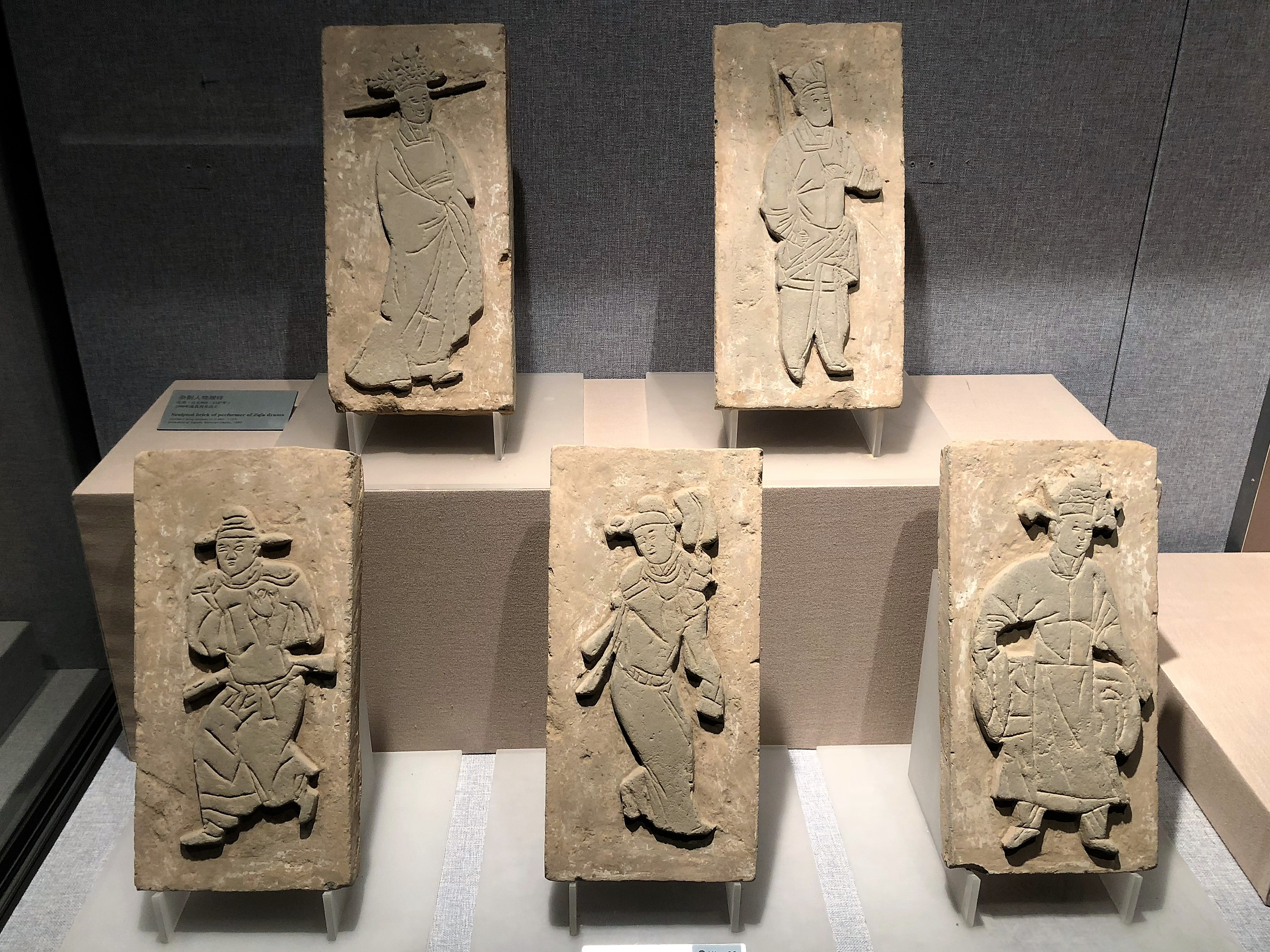
杂剧人物砖雕，北宋，1990年温县西关出土。现藏河南博物院。

「雜劇」一詞最早见于唐代，泛指歌舞以外诸如杂技等各色节目，意思和汉代的百戏相似。“杂”谓杂多，“戏”則和“剧”的意思相仿，指嬉闹，都没有今天戏剧的意思。到了宋代，杂剧逐渐成为一种新的表演形式的专称；这一新形式也确实称得上“杂”，它包括有歌舞、音乐、调笑、杂技，并且分为三段：
1. 艳段，表演内容为日常生活中的熟事，作为正式部分的引子。
2. 主要部分，大概是表演故事、说唱或舞蹈。
3. 散段，也叫杂扮、杂旺、技和，表演滑稽、调笑，或间有杂技。

三段各一内容，互不连贯。

## 興起原因
元代雜劇興盛，乃古代戲劇文學藝術長期發展的結果。雜劇受唐宋以來詞曲以及各種講唱文學盛行的影響，詞變為曲，再變為戲曲來搬演故事，因而形成雜劇。在諸宮調和金院本的基礎上，雜劇進一步發展起來。當時大量外族音樂（北曲）傳入中原，亦推動文體的自然發展。
元代儒家衰微，文學思想自由放任，載道文學地位動搖。過往被載道派認為卑不足道的戲曲，得到自由發展的機會。雜劇內容切合現實，遂受觀眾歡迎。
元代商業經濟繁榮，都市興起，文娛需求增加，娛樂事業隨著興盛，藝術表演社會化和商業化，都是有利於戲劇發展的社會環境。當時劇作家群（書會）形成，著名演員湧現，促使雜劇興起。
元朝前期科舉廢除，文士在政治上無出路，才力無所用，將其精力轉移，遂努力於雜劇創作。加上外族統治，政治腐敗，使漢人受盡壓迫，文學家或借雜劇以抒憤鬱。

## 體制
構成元代雜劇的要素有三：曲詞、賓白和科，並有完整故事情節。文詞上，曲較典雅而押韻，白則較淺白通俗而不押韻。角色分擔上，曲只限主角一人獨唱，演出時一本四折整套曲子，都由正末或正旦一人獨唱，其他任何角色都可說白，但不能唱。獨語為白，對話為賓。唱者先白後唱，不能兼帶賓白。科又叫介，是關於劇中人物動作、表情、音響效果的舞台指示，腳色須依科、介表演。
雜劇每本四折，每幕一折，在結構上一般是一本四折演完一完整故事（間有例外）。折有段落的意思，元雜劇以同一宮調寫曲，一套曲子由頭至尾唱完，叫做一折。故事長者分數本。
雜劇多另加「楔子」，常規是一劇一楔子，也有一劇兩楔子的。楔子篇幅比較短小，位置也不固定，一般在第一折的前面演出，對故事由來作簡單的介紹，也有在折與折之間演出的，但不能放在第四折之後。楔子作用是補充正文、簡介內容，或貫串劇情，和後來過場戲相似。
雜劇以腳色（角色）表演故事。演員在劇中所扮的人物，主要分末（男角）、旦（女角）、淨、杂四類。「正末」是劇中男主角，「正旦」是女主角。其他是配角，如外末、沖末、外旦、搽旦等。淨是畫花面的男配角。此外有孤、孛老、卜老、邦老等腳色。
雜劇每折限用同一宮調的曲牌，組成一套曲子，曲牌組織有嚴格限制。所用皆為北曲，勁挺雄武，較宜表現威武豪放的氣概，伴奏樂器以弦索為主。一韻到底，所用為北方語音，只有平上去三聲而無入聲。
元雜劇末尾多有兩句或四句韻語作結，概括全劇內容，稱「題目正名」。

## 發展

### 金元時期
杂剧在金元時期於中國北方發展成熟，成為主要以四套北曲套數組成的代言體戲曲。元雜劇與元散曲即所謂元曲，一般被視為元代文學最具特色的文體之一。代表作家有：關漢卿、馬致遠、鄭光祖、白樸（以上合稱元曲四大家）、王實甫等。

### 明清時期
雜劇至明代持續發展，北曲雜劇是明代宮廷戲劇的主流，也是明代戲曲創作的典範。但雜劇整體的發展已不如元代之盛。明中葉後，北曲雜劇受南曲影響日益明顯，發展出短可一折，長可達十一折的「南雜劇」，其短小者又稱「短劇」。清代雜劇更衰，幾乎完全成為文人案頭化的創作，與實際於場上的演出，已相去甚遠。

## 研究書目
- 王國維：《宋元戲曲史》（北京：東方出版社，1996）。
- 吉川幸次郎著，鄭淸茂譯：《元雜劇研究》（台北：藝文印書館，1960）。
- J.I. Crump（柯潤璞）著，魏淑珠譯：《元雜劇的戲場藝術》（台北：巨流圖書公司，2001）。
- Wilt L. Idema著，張惠英譯：《朱有燉的雜劇》（北京：北京大學出版社，2009）。

## 外部連結
- 關漢卿與元雜劇 （页面存档备份，存于）
- 陳翀：〈唐代“雜劇”小考 （页面存档备份，存于）〉。
- 伊維德：〈元雜劇――異本與譯本 （页面存档备份，存于）〉。
- 伊维德：〈元杂剧：版本与翻译[永久]〉。
- 赵晓寰：〈元杂剧科举戏婚姻家庭关系中所涉法律问题考察 （页面存档备份，存于）〉。
- 小松谦：〈试论《元刊杂剧三十种》的版本性质 （页面存档备份，存于）〉。
- 伊维德：〈我们读到的是'元'杂剧吗——杂剧在明代宫廷的嬗变 （页面存档备份，存于）〉。
- 王璦玲：〈明清抒懷寫憤雜劇之藝術特質與成分 （页面存档备份，存于）〉。